# Ichamati (districte de Dacca)
Ichamati és un riu de Bangladesh al districte de Dacca que desaigua al Meghna prop de Munshiganj.
Antigament fou un riu important i sagrat que tenia almenys cinc ghats pels banys sagrats a la vora. Hauria estat part del riu del mateix nom al districte de Nadia i al districte de Pabna, i hauria quedat separat en algun moment pel Dhaleswari.